# Future Stream
「Future Stream」（フューチャー・ストリーム）は、スフィアの1枚目のシングル。2009年4月22日にGloryHeavenから発売された。

## 概要
2種類の仕様で発売され、初回限定盤には「Future Stream」のPVを収めたDVDと『トリックスター』のスペシャルアイテムシリアルコードが同梱されている。初回限定盤のみ特製ブックレット仕様になっている。
表題曲「Future Stream」は、テレビアニメ『初恋限定。』のオープニングテーマ、音楽情報番組『Run Run LAN!』2009年（平成21年）4月・5月度エンディングテーマ、カップリングの「Treasures!!」は、オンラインゲーム『トリックスター』イメージソングとして使用された。

## 収録曲
CD
（全作詞：畑亜貴）
1. Future Stream [4:22]
作曲・編曲：山口朗彦
  - テレビアニメ『初恋限定。』オープニングテーマ
  - 音楽情報番組『Run Run LAN!』2009年（平成21年）4月・5月度エンディングテーマ
2. Treasures!! [4:08]
作曲・編曲：黒須克彦
  - オンラインゲーム『トリックスター』イメージソング
3. Future Stream（instrumental）
4. Treasures!!（instrumental）

DVD（初回限定盤のみ）
1. Future Stream （Music Clip）

## 収録アルバム
| 曲名          | アルバム                                | 発売日         | 備考                             |
| ------------- | --------------------------------------- | -------------- | -------------------------------- |
| Future Stream | 『Lantis 10th anniversary Best 090927』 | 2009年9月9日   | ランティス設立10周年記念アルバム |
| Future Stream | 『A.T.M.O.S.P.H.E.R.E』                 | 2009年12月23日 | 1stオリジナルアルバム            |
| Treasures!!   | 『A.T.M.O.S.P.H.E.R.E』                 | 2009年12月23日 | 1stオリジナルアルバム            |